# فيلد يجر

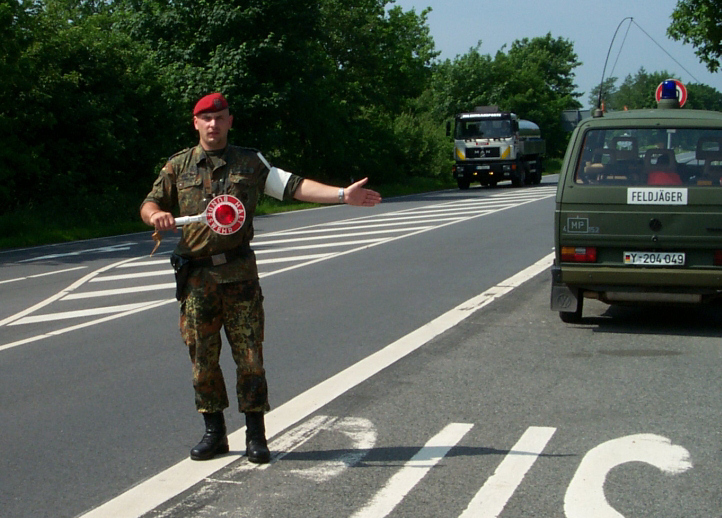
Feldjäger السيطرة على حركة المرور العسكرية.

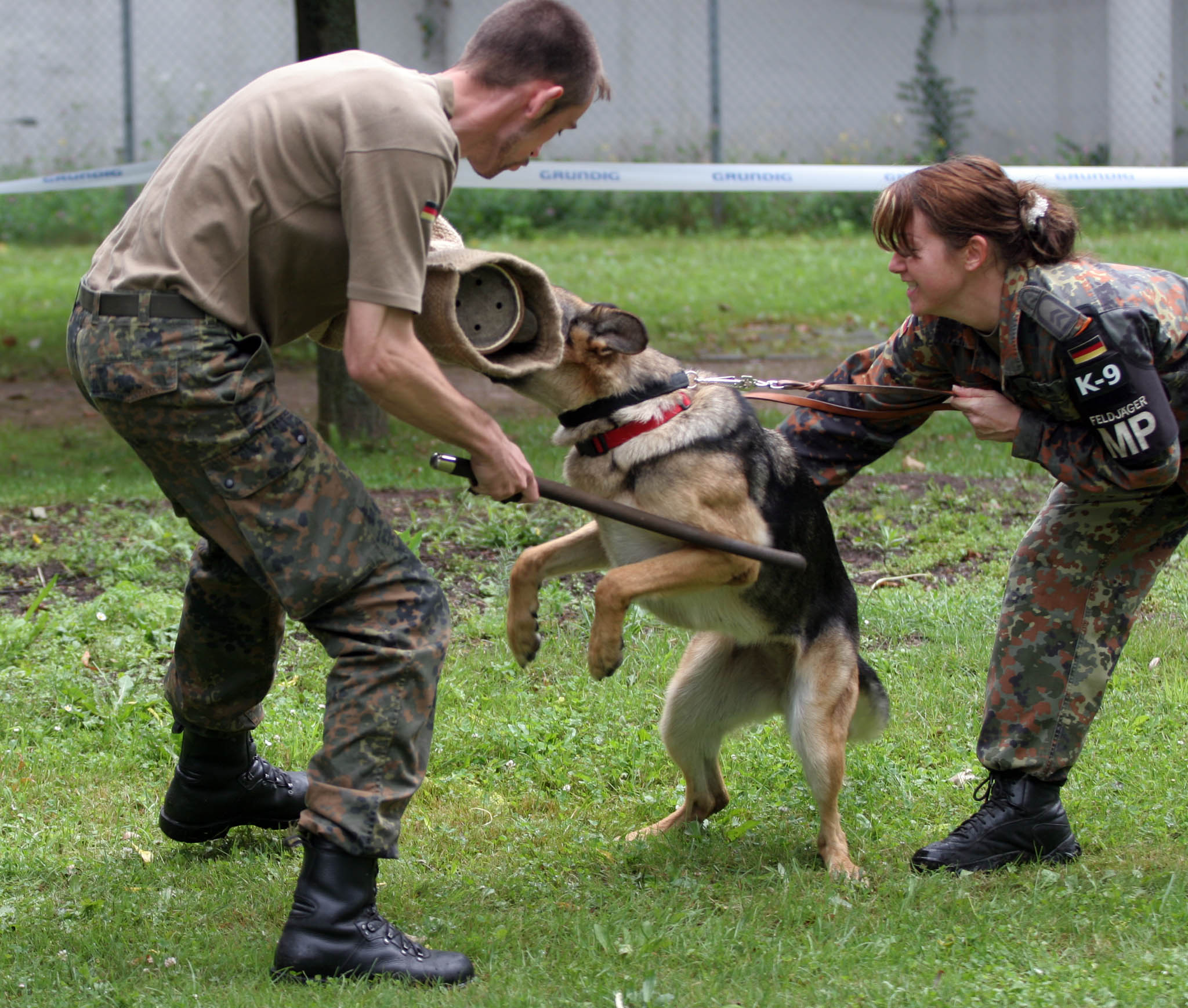
تمرين Feldjäger K9.

فيلد يجر Feldjäger (تُلفظ بالألمانية: [ˈfɛltˌjɛːɡɐ]  ( سماع) وصلة=| عن هذا الصوت) هي الشرطة العسكرية في الجيش الألماني، القوات المسلحة الألمانية. يعني Feldjäger حرفيا الحقل الأدلاء أو الحقل، لديها تقليد طويل ويعود تاريخها إلى منتصف القرن السابع عشر.

## التاريخ
تم تفعيل أول وحدة فيلد يجر حديثة في 6 أكتوبر 1955 عندما تم توقيع مشروع قانون إنشاء القوات المسلحة الألمانية البوندسوير . دعا القانون الجديد إلى تأسيس شركة لتدريب الشرطة العسكرية في مستشفى لوفتفافه السابق في أندرناخ. كان القصد الأصلي هو استدعاء وحدات الشرطة العسكرية في البوندسوير " Militärpolizei "، الشرطة العسكرية حرفيًا. ومع ذلك، ظهرت اعتراضات من جانب الولايات الفيدرالية التي منحت مهمة إنفاذ القانون. أرادوا أن يكون استخدام كلمة «شرطة Polizei» فريدًا بالنسبة لهم، وبالتالي تم تغيير الاسم إلى Feldjäger في عام 1956.
- Feldgendarmerie
- Feldjägerkorps